# Hans Temple
Hans Temple (Littau, 1857. július 7. – Bécs, 1931. december 2.) morva–osztrák zsáner és portréfestő.

## Élete
Alma matere a Bécsi Képzőművészeti Akadémia, ahol Hans Canon és Heinrich von Angeli voltak a tanárai, később Párizsba ment, ahol két évig Munkácsy Mihály tanítványa volt. Főként ismert kortárs művészek arcképét örökítette meg, saját környezetükben. Így például Viktor Tilgner szobrászt, amint a Mozart-emlékművet a bécsi Burggartenben készíti, vagy művésztanárát, Munkácsyt műtermében „Krisztus Pilátus előtt“ című képe festése közben.

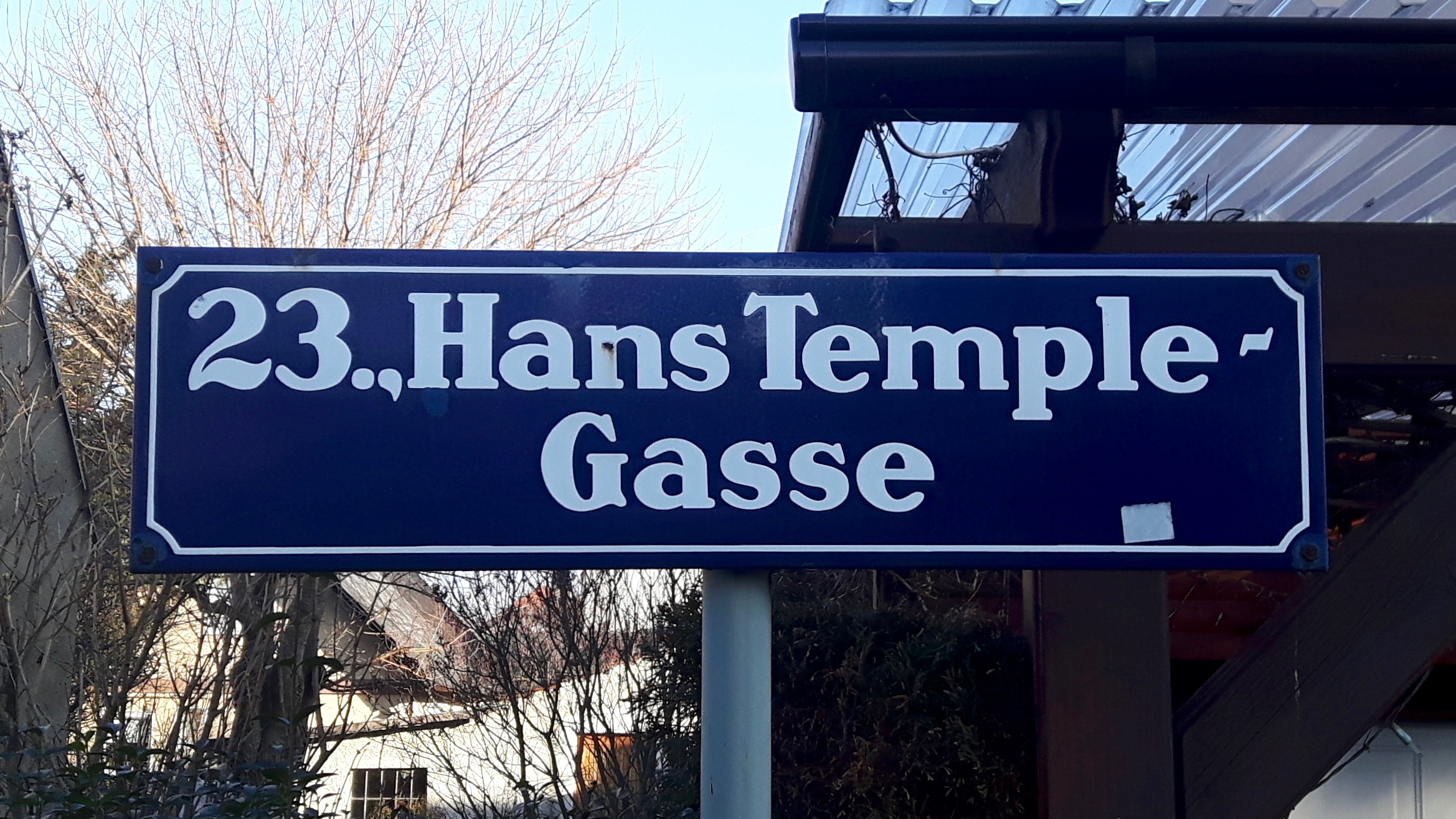
A Hans-Temple-Gasse utcanévtáblája a 23. bécsi kerületben

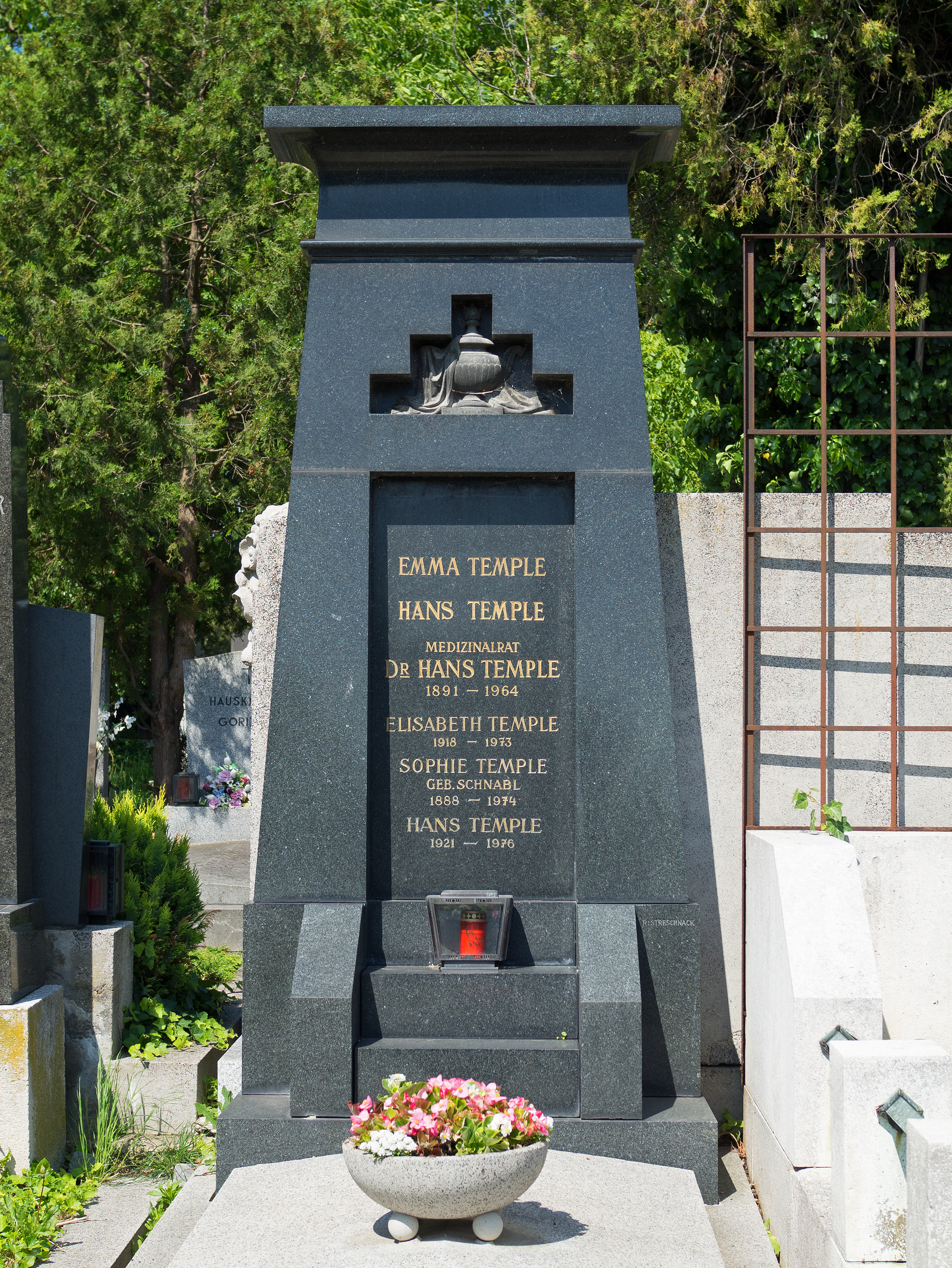
Bécsi sírja

A bécsi udvar is foglalkoztatta. Hivatalos megbízásai között volt a császár 85. születésnapján a gratuláló k. u. k. hadsereg főparancsnoka Habsburg–Tescheni Frigyes főherceg által megrendelt történelmi vászna. Ugyancsak a császári ház megrendelésére készítette a bécsi Künstlerhausban megtekinthető Istentisztelet a hadikórházban című festményét. 1896-ban a berlini művészeti kiállításon kis aranyérmet nyert. 1898-ban Alexandrina badeni hercegnő megrendelte nála az esküvői ünnepségeinek figurális ábrázolását a II. Ernő Szász-Coburg és Gotha hercegével, amely a karlsruhei kastély kápolnájában 1842. május 3-án zajlott. A kép 34 álló figurát tartalmaz.
Hans Temple főként Bécsben alkotott, 1931. december 2-án ott is halt meg.

## Művei
- Fekvő női akt, olaj, vászon, 39×50 cm, magángyűjtemény
- Munkácsy Mihály portréja, olaj, fa, 53×65 cm, Munkácsy Mihály Múzeum, Békéscsaba
- Strobl Alajos portréja, 1880 k., olaj, vászon, 111×141 cm, Magyar Nemzeti Galéria, Budapest
- Gottesdienst im Kriegsspital (Istentisztelet a hadikórházban), 1915
- Gratulation an Kaiser Franz Joseph (A k.u.k. hadsereg gratulációja a császár 85. születésnapjára), 1915

## Képgaléria

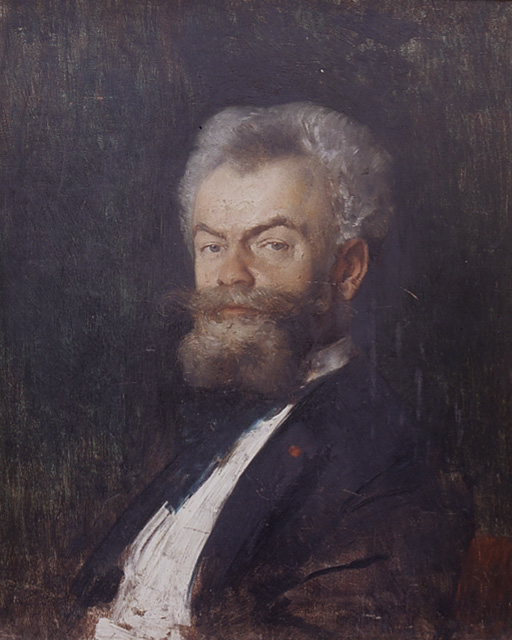
Munkácsy arcképe
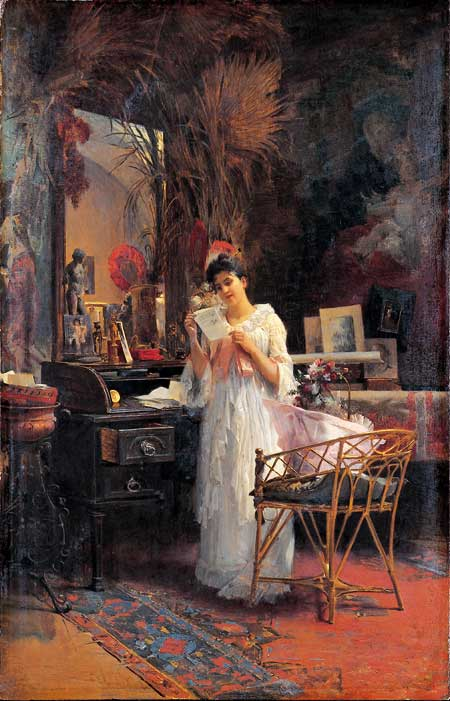
A szerelmeslevél 1900 k.
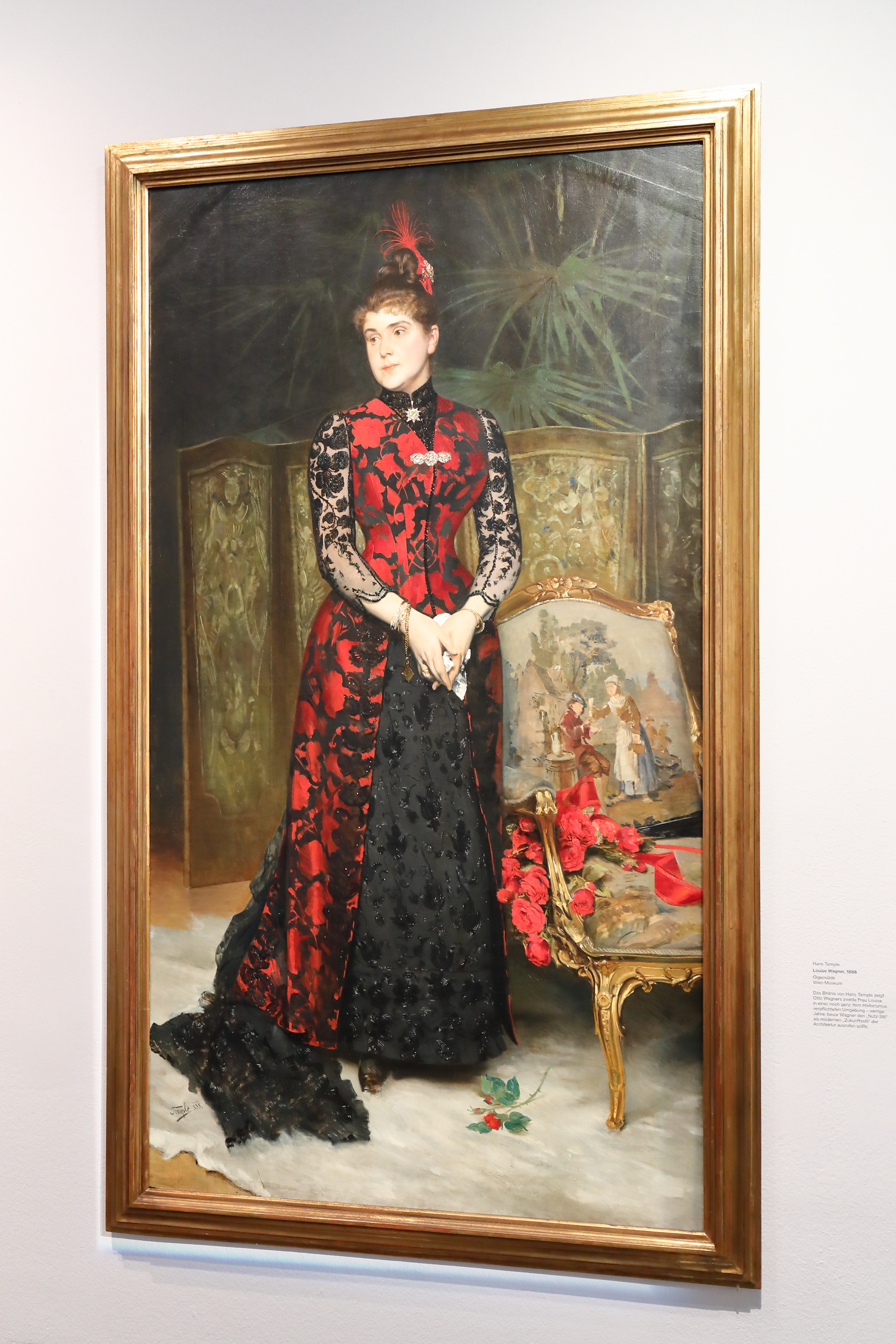
Louise Wagner portréja, 1888
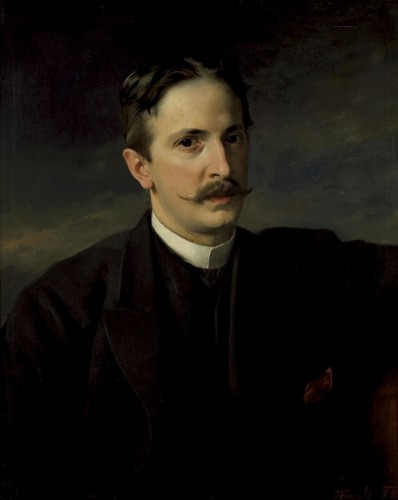
Pulszky Károly portréja, 1884 (Magyar Nemzeti Galéria)

## Emlékezete
Sírja a bécsi központi temető evangélikus parcellájában található. 1959-ben Bécs 23. kerületében a Hans-Temple-Gasse az ő nevét kapta.

## Fordítás
- Ez a szócikk részben vagy egészben  a   Hans Temple című német Wikipédia-szócikk ezen változatának fordításán alapul.  Az eredeti cikk szerkesztőit annak laptörténete sorolja fel. Ez a jelzés csupán a megfogalmazás eredetét és a szerzői jogokat jelzi, nem szolgál a cikkben szereplő információk forrásmegjelöléseként.